# Estación Ingeniero Santa María
Ingeniero Santa María fue una estación del ferrocarril ubicada en la localidad de Ingeniero Santa María que se halla dentro de la comuna de La Ligua, en la región de Valparaíso de Chile. Fue parte del ramal entre estación Longotoma y la estación Los Vilos, siendo posteriormente parte del trayecto costa del longitudinal norte.

## Historia
La estación es parte del sistema ferroviario del Longitudinal Norte, en particular a la extensión del trayecto costero que fue inaugurado en agosto de 1943 y que conectó a las estaciones de Longotoma con la estación de Los Vilos. Esta estación funcionó con normalidad hasta mediados de la década de 1960.
Es nombrada en honor al político e ingeniero ferroviario Domingo Víctor Santa María.[cita requerida] Mediante decreto del 25 de noviembre de 1966 la estación fue suprimida, quedando solamente como un paradero sin personal.
Actualmente quedan en pie parte de la bodega principal y la estación.